# Wittrockia
Wittrockia es un género de plantas con flores de la familia Bromeliaceae, subfamilia Bromelioideae. Consiste en solo siete especies nativas de Centroamérica y Sudamérica. Su follaje las hacen atractivas como planta ornamental. 
Wittrockia es un género con grandes hojas armadas con duras espinas. Forman rosetas basales de un metro de diámetro, su follaje tiene diversos colores, dependiendo de la especie. Las inflorescencias crecen en una depresión de la base donde recoge el agua de lluvia. 
En Kew se considera un sinónimo del género Canistrum.
Etimología
Wittrockia: nombre genérico otorgado en honor de Veit Bracher Wittrock, botánico sueco (1839-1914)

## Especies
- Wittrockia cyathiformis
- Wittrockia gigantea
- Wittrockia paulistana
- Wittrockia spiralipetala
- Wittrockia superba
- Wittrockia smithii
- Wittrockia tenuisepala